# Jane Yolen
Jane Yolen (ur. 11 lutego 1939 w Nowym Jorku) – amerykańska poetka i pisarka specjalizująca się w fantastyce, szczególnie dla młodzieży, w latach 1986–1988 przewodnicząca Science Fiction and Fantasy Writers of America. Laureatka nagród Nebula, World Fantasy Award, Mythopoeic i Damon Knight Memorial Grand Master Award.

## Życiorys
Urodziła się 11 lutego 1939 w Nowym Jorku.
Opublikowała ponad 300 wierszy, książek dla młodzieży i dorosłych, głównie fantastycznych jak również „głównego nurtu”. Specjalizowała się zwłaszcza w literaturze młodzieżowej tzw. young adult.
Jej opowiadanie Król zimy znalazło się w antologii W hołdzie królowi. Opowieści poświęcone J.R.R. Tolkienowi.
W 1985 otrzymała Nagrodę Mythopoeic Fantasy za Cards of Grief.
W latach 1986–1988 była przewodniczącą Science Fiction and Fantasy Writers of America.
W 1987 otrzymała World Fantasy Award w kategorii specjalnej za Favorite Folktales From Around the World. W 1993 zdobyła Nagrodę Mythopoeic Fantasy w kategorii literatury dla dorosłych za Briar Rose.
Dwukrotnie zdobyła Nebulę – w 1997 w kategorii Krótka forma za Sister Emily’s Lightship, zaś w 1998 w kategorii Nowela za Lost Girls. W 1998 po raz trzeci otrzymała Nagrodę Mythopoeic Fantasy – tym razem w kategorii literatury młodzieżowej za trylogię Young Merliln.
Na podstawie jej powieści Arytmetyka diabła w 1999 powstał film pod tym samym tytułem.
Była gościem honorowym Worldconu w Glasgow w 2005. W 2006 była nominowana, wspólnie z Adamem Stemple do Nagrody Locusa w kategorii powieść młodzieżowa za Pay the Piper.
W 2009 otrzymała World Fantasy Award za osiągnięcia życiowe (Life Achievement).
W 2017 została dołączyła do grona Wielkich Mistrzów Fantastyki, otrzymując Damon Knight Memorial Grand Master Award.